# Slither.io
Slither.io là một trò chơi điện tử trực tuyến nhiều người chơi có sẵn trên iOS, Android và các trình duyệt web, được phát triển bởi Steve Howse. Người chơi điều khiển một con sâu, ăn các viên "thức ăn" nằm rải rác trên bản đồ hoặc từ những người chơi khác để gia tăng kích thước. Mục tiêu của trò chơi là đạt được nhiều điểm nhất có thế, cũng như trở thành con sâu to nhất. Slither.io tương tự với trò chơi web nổi tiếng năm 2015 Agar.io và gợi nhớ đến trò chơi arcade cổ điển Snake.
Trò chơi đã trở nên phổ biến hơn sau khi được một số người dùng YouTube nổi tiếng như PewDiePie, jacksepticeye,... chơi trong video của mình và nhanh chóng đứng đầu App Store/CH Play ngay sau khi phát hành. Trang web của Slither.io được Alexa xếp hạng là một trong 1.000 trang web được truy cập nhiều nhất vào tháng 7 năm 2016, trong khi phiên bản iOS đứng đầu trong các ứng dụng được tải xuống nhiều nhất trên App Store. Phiên bản di động dành cho Android đã được phát hành vào ngày 27 tháng 3 năm 2016. Trò chơi đạt được sự đón nhận của trò chơi rất tích cực, cùng với những nhà phê bình khen ngợi sự xuất hiện và tùy biến của nó nhưng chỉ trích nó vì giá trị chơi lại thấp và cái giá cao mà người dùng phải trả để loại bỏ quảng cáo.

## Cách chơi

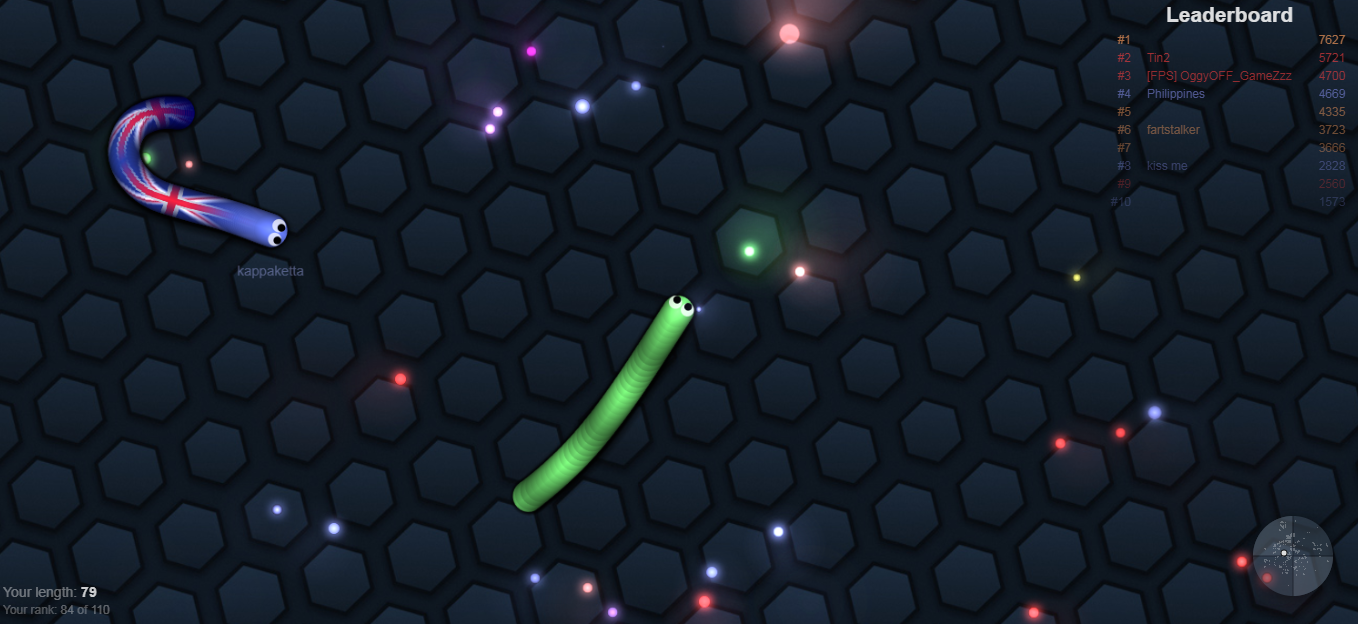
Màn hình chơi game Slither.io trên máy tính. Người chơi là con sâu màu xanh lá, đang ăn những viên thức ăn cùng người chơi khác. Viên "Chase" có kích thước to hơn, có màu đỏ, ở phía trên màn hình.

Mục tiêu của trò chơi là điều khiển một con sâu trong một khu vực hình tròn rộng lớn và ăn các viên thức ăn, tiêu diệt những người chơi khác và ăn điểm từ họ để tăng khối lượng để trở nên lớn nhất và dài nhất trong trò chơi. Khi bắt đầu chơi, con sâu sẽ di chuyển liên tục không dừng. Nếu đầu của người chơi va chạm vào một bộ phận bất kì của người chơi khác, người chơi sẽ chết. Cơ thể của người thua sẽ bị biến thành những viên thức ăn để người chơi khác tiêu thụ,. Những viên này còn sót lại sau khi con sâu bị "chết" sẽ có điểm nhiều hơn, ứng với màu của chính con sâu đó, đồng thời sáng hơn và lớn hơn những viên ngẫu nhiên bình thường khác.. Các viên "Chase" sẽ xuất hiện ngẫu nhiên ở nhiều nơi khác nhau trên khu vực chơi và khi ăn sẽ cho ra một số điểm lớn hơn các viên bình thường. Viên "Chase" này sẽ tránh người chơi và bỏ chạy khi họ đến gần. Nên cách duy nhất để có thể ăn được các viên này là tăng tốc.
Bằng cách nhấn và giữ phím cách hoặc nút chuột trái/phải (hoặc trên thiết bị di động là nhấn đúp vào màn hình cảm ứng), người chơi có thể sử dụng tính năng tăng tốc của chúng. Khi nút (hoặc trên thiết bị di động là ngón tay trên màn hình cảm ứng) được nhả ra, sâu sẽ trở lại tốc độ như bình thường. Khi một người chơi sử dụng tăng tốc, con sâu liên tục bị trừ đi một số điểm nhỏ. Điều này đồng nghĩa với việc kích thước của con sâu sẽ nhỏ lại một chút, đồng thời các hạt thức ăn nhỏ sẽ liên tục rơi ra từ người chơi. Tương tự như các viên thức ăn rơi ra từ các con sâu bị đánh bại, các viên được thả ra sau khi tăng tốc tương ứng với màu của con sâu đó. Tính năng tăng tốc thường được dùng để tạt đầu và đánh bại đối thủ.
Ranh giới của trò chơi được giới hạn bằng một bức tường màu đỏ khổng lồ. Nếu một con sâu chạm vào đó, người chơi sẽ chết mà không biến thành những viên thức ăn. Trên mỗi bản đồ, bảng xếp hạng được hiển thị ở trên cùng bên phải, hiển thị mười người chơi có số điểm lớn nhất trên toàn bộ bản đồ.

## Skin
Có 16 skin mặc định, mỗi giao diện có một màu sắc khác nhau cùng với nhiều mẫu lặp lại. Màu sắc được chọn ngẫu nhiên khi người chơi tham gia trò chơi. Người chơi có thể chọn tùy chỉnh sự xuất hiện của con sâu của họ bằng cách sử dụng các skin tùy chỉnh với thiết kế độc đáo bao gồm cờ của các quốc gia khác nhau, các skin có họa tiết và màu sắc đại diện cho các YouTuber nổi tiếng đã từng chơi như Jacksepticeye, Jelly và PewDiePie.. Người chơi cũng có thể tự tạo ra skin của riêng mình bằng một công cụ được gọi là "Build a Slither", hiển thị các màu khác nhau mà hình skin có thể được tạo ra, tô vào mỗi đốt trên con sâu khi nhấp vào. Trước đây, để mở khóa các giao diện tùy chỉnh trong chế độ trình duyệt, người chơi buộc phải chia sẻ trò chơi trên Twitter hoặc Facebook. Đến tháng 6 năm 2016, khả năng thêm giao diện cũng đã được thêm vào phiên bản iOS và Android.